# Hoploscopa semifascia
Hoploscopa semifascia is een vlinder uit de familie van de grasmotten (Crambidae), uit de onderfamilie van de Hoploscopinae. De wetenschappelijke naam van deze soort is voor het eerst gepubliceerd in 1919 door George Francis Hampson.
De voorvleugellengte is 7 millimeter.
De soort komt voor in Indonesië (West-Papoea) en Papoea-Nieuw-Guinea (Morobe) tussen 550 en 1400 meter.